# Montmurat
 Montmurat  es una población y comuna francesa, situada en la región de Auvernia-Ródano-Alpes, departamento de Cantal, en el distrito de Aurillac y cantón de Maurs.

## Demografía
| 146 | 136 | 142 | 148 | 116 | 133 |
| Para los censos de 1962 a 1999 la población legal corresponde a la población sin duplicidades (Fuente: INSEE [Consultar]) |     |     |     |     |     |